# Sybra bimaculipennis
Sybra bimaculipennis là một loài bọ cánh cứng trong họ Cerambycidae.